# 3253 Gradie
3253 Gradie è un asteroide della fascia principale. Scoperto nel 1982, presenta un'orbita caratterizzata da un semiasse maggiore pari a 2,2480838 UA e da un'eccentricità di 0,1980715, inclinata di 7,42435° rispetto all'eclittica.